# Hyalinoecia brementi
Hyalinoecia brementi är en ringmaskart. Hyalinoecia brementi ingår i släktet Hyalinoecia och familjen Onuphidae. Inga underarter finns listade i Catalogue of Life.